# 清雲孝子洞
清雲孝子洞（チョンウニョジャドン、韓国語：청운효자동 発音）は、ソウル特別市鐘路区に位置する行政洞である。2008年11月1日に、清雲洞と孝子洞が統合されて誕生した。青瓦台や景福宮などの名所がある。

## 洞名の由来
清雲孝子洞の「清雲」という名前は、清雲小学校の裏の清風渓（チョンプンゲ）という渓谷がある村の「清」という字と、白雲洞という村の「雲」という字が合わさってつけられた。清風渓と白雲洞は、仁王山の澄んだ風と水、白い雲に覆われた自然環境に由来している。
朝鮮時代初期は、漢城府北部順化坊地域だった。1914年には、京城府北部の白雲洞、清風洞、朴井洞、新橋の各一部と統合され、清雲洞となり、1936年には、清雲町に改称された。1943年には、鐘路区に編入され、1946年には、再び清雲洞に改称された。
「孝子」という名前は、宣祖の時代に、趙瑗（チョ・ウォン）という学者の息子のヒシンとヒチョル兄弟が、孝行者だったことから、双孝子ッコルまたは孝谷という名前になり、それから孝子洞という名前になった。

## 歴史
- 朝鮮時代初期 漢城府北部順化坊地域となる。
- 1914年 京城府北部の白雲洞、清風洞、朴井洞、新橋の各一部と統合、清雲洞となる。
- 1936年 清雲町に改称。
- 1943年 鐘路区に編入。
- 1946年 清雲洞に再改称。
- 2008年11月1日 清雲洞と孝子洞が統合され清雲孝子洞となる。

## 法定洞
清雲孝子洞管轄の法定洞は以下のとおりである。
- 清雲洞（チョンウンドン）
- 新橋洞（シンギョドン）
- 宮井洞（クンジョンドン）
- 孝子洞（ヒョジャドン）
- 昌成洞（チャンソンドン）
- 通仁洞（トンインドン）
- 楼上洞（ヌサンドン）
- 楼下洞（ヌハドン）
- 玉仁洞（オギンドン）
- 世宗路（セジョンノ）1番地